# Jabłończ Wielki
Jabłończ Wielki (kaszb. Wieldżi Jabłóńcz, niem. Groß Jabloncz) – mała osada kaszubska w Polsce na Pojezierzu Bytowskim położona w województwie pomorskim, w powiecie bytowskim, w gminie Studzienice nad jeziorem Opławiec. Osada jest częścią składową sołectwa Łąkie.
W latach 1975–1998 miejscowość należała administracyjnie do województwa słupskiego.